# Philip Hollom
Philip Arthur Dominic Hollom est un ornithologue britannique, né le 9 juin 1912 à Bickley et mort le 20 juin 2014,.

## Biographie
En mars 1951, il devient membre du comité éditorial du British birds magazine sous la direction de Max Nicholson, à qui il succède en 1960.
Il devient membre du conseil et vice-président de la Ornithological Society of the Middle East (en). Il est président du British Birds Rarities Committee (en) et reçoit en 1954 la médaille Tucker du British Trust for Ornithology et en 1984 la médaille Union du British Ornithologists' Union pour « sa contribution au BOU et à l'ornithologie ».
Il vit à Hydestile des années 1980 jusqu'à son décès à 102 ans.